# Martha Gillessen
Martha Dorothea Lisette Gillessen, geborene Wicke (* 30. November 1901 in Laer (jetzt Bochum); † zwischen 7. März und 13. April 1945 in Dortmund; aufgefunden 19. April 1945) war eine deutsche Kommunistin und Widerstandskämpferin gegen den Nationalsozialismus. Sie wurde gegen Ende des Zweiten Weltkriegs von der Gestapo ermordet.

## Leben und Leistung
Martha Gillessen wurde am 30. November 1901 in Laer als Tochter von August Wicke (1876–1956) und seiner Frau Lisette Wicke, geborene Friedhof (1880–1927) geboren. Der Vater war Bergarbeiter und – wie auch Martha Gillessens Brüder – Gewerkschaftsmitglied. Sie heiratete 1921 den Großhändler Richard Gillessen. Das Paar hatte drei Kinder: Martha (* 1921), Herbert (* 1923) und Hannelore (* 1929). Martha Gillessen arbeitete im Großmarktgeschäft ihres Mannes und war Hausfrau und Mutter.
Martha Gillessen war schon vor ihrer Hochzeit Mitglied der KPD und blieb auch danach in der Partei aktiv. Am 14. Dezember 1933 wurde sie wegen Verteilung von Flugblättern, die der offiziellen Darstellung zum Reichstagsbrand widersprachen, verhaftet, am 9. Februar 1934 vom Oberlandesgericht Hamm wegen Vorbereitung zum Hochverrat zu eineinhalb Jahren Gefängnis verurteilt und verbüßte diese Strafe bis zum 14. Juni 1935. Während des Zweiten Weltkriegs hielt sie Kontakt zu anderen ehemaligen KPD-Mitgliedern und plante mit diesen den Wiederaufbau nach dem Krieg. Im Jahr 1939 wurde ihr Ehemann zur Wehrmacht eingezogen, fünf Jahre später auch ihr Sohn, der bald nach der Einberufung in der Sowjetunion fiel. Vor den alliierten Flächenbombardements auf Dortmund floh die Familie nach Velmede (jetzt Bestwig); Martha Gillessen bot diese Unterkunft auch verfolgten Personen als Geheimversteck an. Von dieser Möglichkeit machte Charlotte Temming im Dezember 1944 Gebrauch. Ein ehemaliger KPD-Funktionär verriet im Konzentrationslager dieses Versteck und die Gruppe um Martha Gillessen. Die Geheime Staatspolizei (Gestapo) durchsuchte daraufhin am 8. Februar 1945 das Haus in Velmede, welches Martha Gillessen aber drei Tage zuvor Richtung Dortmund verlassen hatte. Charlotte Temming konnte fliehen, die Gestapo nahm aber die Tochter Hannelore als Geisel und brachte sie in den Hörder Gestapokeller, wo auch andere Personen aus der Gruppe um Martha Gillessen inhaftiert waren. Daraufhin stellte sich diese am nächsten Tag der Polizei und wurde ebenfalls in den Hörder Gestapokeller gesperrt. Die Tochter wurde bald darauf entlassen, Martha Gillessen jedoch mit den anderen Widerstandskämpfern im Rombergpark von der Gestapo ermordet. Das genaue Todesdatum ist unbekannt, die Endphaseverbrechen fanden in Dortmund vom 7. März 1945 bis einen Tag vor Einmarsch der US-amerikanischen Truppen am 14. April 1945 statt. Die Leiche Martha Gillessens wurde am 19. April 1945 entdeckt. An die Ereignisse erinnert heute das Mahnmal Bittermark, um die Aufarbeitung kümmert sich das Internationale Rombergparkkomitee.
Zu Ehren und Andenken von Martha Gillessen benannte die Stadt Dortmund 1989 eine Straße im Hafenviertel nach ihr.